# Rui Zong
L'imperatore Rui Zong, nome personale Lǐ Dàn (李旦) (22 giugno 662 – 13 luglio 716), è stato il quinto e allo stesso tempo il nono imperatore della dinastia Tang.

## Biografia
Era l'ottavo figlio dell'imperatore Gao Zong e dell'imperatrice Wu.
Nel febbraio del 684, la madre, l'imperatrice Wu, esautorò il fratello più anziano, Zhong Zong, che tentò di imporsi sulla madre e lo incoronò imperatore. Rui Zong, tuttavia, era formalmente sotto la podestà della madre e non deteneva alcun potere reale. Nell'ottobre del 690 lasciò alla madre il trono imperiale che venne proclamata imperatore (Huang di 皇帝), l'unica donna nella storia cinese ad aver ottenuto la carica. Rui Zong venne relegato al ruolo di erede al trono. Negli anni a venire i famigliari dell'imperatrice Wu (dalla famiglia Wu) tentarono di far salire sul trono un erede che portasse lo stesso nome, ma l'imperatrice si oppose. Nell'ottobre del 698, dovendosi confrontare con le invasioni straniere e il malcontento in patria, l'imperatrice Wu fece concessioni agli ufficiali ancora fedeli alla famiglia Li (la casa imperiale Tang detronizzata dalla sovrana) e lasciò intuire che un suo successore sarebbe stato un membro della famiglia Li per intercessione della nomina del figlio esautorato, l'imperatore Zhong Zong. In tale occasione a Rui Zong venne attribuito un semplice titolo nobiliare di principe.
Rui Zong visse nei dodici anni successivi lontano dagli intrighi di corte e non fu coinvolto nel colpo di Stato che detronizzò l'imperatrice Wu e che restaurava Zhong Zong come imperatore nel 705. I cinque anni di regno di Zhong Zong furono segnati dalla moglie di Zhon Zong, l'imperatrice Wei (韋皇后) e dal suo amante Wu Sansi (武三思), nipote della defunta imperatrice Wu, che si impose sul debole imperatore. All'inizio di luglio del 710, l'imperatore Zhong Zong morì, probabilmente avvelenato dalla principessa Wei che proclamò imperatore l'unico figlio ancora vivente, un ragazzino di nome Li Chongmao. Appena due settimane più tardi, la principessa Tai Ping, la sorella maggiore di Rui Zong, mise a punto un colpo di Stato con l'aiuto del terzo figlio di Rui Zong, Li Longji (il futuro Xuan Zong), che succedette in seguito alla morte della principessa Wei e alla detronizzazione del giovane imperatore. Rui Zong venne reincoronato contro la sua volontà il 25 luglio dalla sorella e dal figlio. Li Longji, che si era dimostrato valoroso durante il colpo di Stato, venne nominato principe della corona con il beneplacito del figlio maggiore di Rui Zong.
Non molto tempo dopo tuttavia gli screzi tra la principessa Tai Ping e Li Longji si fecero più frequenti. La principessa Tai Ping, che aveva molti sostenitori, aspirava al trono imperiale come la madre, l'imperatrice Wu, aveva fatto. Rui Zong esiliò la sorella nelle province con l'intento di placare le acque, ma Li Longji, che temeva che la principessa lo ritenesse responsabile del suo esilio e che ne pretendesse l'uccisione, chiese al padre di farla tornare. Nel settembre del 712, un Rui Zong malandato, stanco degli intrighi di corte, abdicò in favore del figlio, il principe della corona Li Longji. Improvvisamente fu la principessa Tai Ping, a rischiare di finire vittima del nipote del nuovo imperatore. Preoccupata della decisione di Rui Zong, riuscì a far cambiare il suo titolo nobiliare in Taishang Huang (太上皇, traducibile in "imperatore ritirato" o "imperatore onorario"), uno status che permetteva a Rui Zong di tenere comunque il controllo effettivo del potere con il nuovo imperatore Xuan Zong che presiedeva solo formalmente alle udienze di corte e alle cerimonie.
Temendo per il futuro, la principessa Tai Ping tentò un nuovo colpo di Stato alla fine di luglio del 713 per esautorare Xuan Zong. Essendo una donna non poteva porsi di persona al comando di un gruppo di militari e quando il colpo di Stato fallì tutti i suoi sostenitori vennero giustiziati. La principessa fuggì in un tempio buddhista nelle montagne e tornò dopo tre giorni con il permesso di suicidarsi nella sua abitazione. Il 30 luglio, un giorno dopo il colpo di Stato, Rui Zong dichiarò ufficialmente la cessione dei pieni poteri al figlio, l'imperatore Xuan Zong. A Rui Zong fu permesso di mantenere il titolo di Taishang Huang ma visse lontano dalla politica fino alla morte, sopravvenuta tre anni dopo nel 716.